# Liste des cours d'eau de l'État de Rio de Janeiro
 (mars 2025).
Liste des principaux cours d'eau de l'État de Rio de Janeiro, au Brésil.

## A/I
- Rio Acarí
- Rio Alcântara
- Rio Botas
- Rio Carioca
- Rio Capivari
- Rio Comprido
- Rio Dois Rios
- Rio Faria
- Rio Guandu
- Rio Guaxindiba
- Rio Iguaçu
- Rio Itabapoana

## M/T
- Rio Macabu
- Rio Meriti
- Rio Muriaé
- Rio Majé
- Rio Macaé
- Rio Maracanã
- Rio Paraíba do Sul
- Rio Paraibuna
- Rio Pati
- Rio Pendotiba
- Rio Piabanha
- Rio Piabinha
- Rio Piraí
- Rio Pirapetinga
- Rio Pomba
- Rio São João
- Rio Sarapuí
- Rio Tinguá